# Perampuan
Perampuan is een bestuurslaag in het regentschap West-Lombok van de provincie West-Nusa Tenggara, Indonesië. Perampuan telt 5746 inwoners (volkstelling 2010).